# トリプトファンアミダーゼ
トリプトファンアミダーゼ(Tryptophanamidase、EC 3.5.1.57)は、以下の化学反応を触媒する酵素である。
L-トリプトファンアミド + 水{\displaystyle \rightleftharpoons }L-トリプトファン + アンモニア
従って、この酵素の基質は、L-トリプトファンアミドと水の2つ、生成物はL-トリプトファンとアンモニアの2つである。
この酵素は加水分解酵素、特に鎖状アミドの炭素-窒素結合に作用するものに分類される。系統名は、L-トリプトファンアミド アミドヒドロラーゼ(L-tryptophanamide amidohydrolase)である。その他、tryptophan aminopeptidase、L-tryptophan aminopeptidase等とも呼ばれる。この酵素は、補因子としてマンガンを必要とする。